# Duchesne (Utah)
Duchesne – miasto w Stanach Zjednoczonych, w stanie Utah, siedziba administracyjna hrabstwa Duchesne.